# Līālemān
Līālemān (persiska: لیالمان) är en ort i Iran.   Den ligger i provinsen Gilan, i den norra delen av landet, 210 km nordväst om huvudstaden Teheran. Līālemān ligger 89 meter över havet och antalet invånare är 819.
Terrängen runt Līālemān är kuperad åt sydost, men åt nordväst är den platt. Terrängen runt Līālemān sluttar norrut.Runt Līālemān är det ganska tätbefolkat, med 155 invånare per kvadratkilometer. Närmaste större samhälle är Lāhījān, 5,3 km nordost om Līālemān. Omgivningarna runt Līālemān är en mosaik av jordbruksmark och naturlig växtlighet.